# 三音英次
三音 英次（みつね えいじ、1939年 - 2003年）は、昭和40年代に活躍した歌手、芸人。本名は泰英二。「三音英二」の表記も見られる。

## 来歴
大分県の出身、4歳で母、6歳で父が亡くなり叔父の元で生家したが叔父も亡くなり、仕事を求めて来阪し釜ヶ崎の住人になる。
1962年12月に新世界新花月に芸人（河内音頭をベースとした音頭取りという肩書、三味線：国府春子、太鼓：伊藤輝夫）として初舞台。1967年に吹き込んだ釜ヶ崎人情が60万枚のヒットとなる。
その後廃業、タクシー運転手に転業したが速度違反を撮影された警察車両に放火し、服役、2003年にがんで死去。

## レコード
- 釜ヶ崎人情
- お天道さん見ててんか
- 人生あばれ太鼓
- 根性一筋
- 男一文字
- アンコ暮し
- どたんこ人生